# Upsala Studenters IF
Upsala Studenters idrottsförening grundades 1909 i första hand för att ta ansvar för verksamheten i det vid Svandammen i Uppsala uppförda gymnastikhuset (numera kallat "Svettis") och dess intilliggande idrottsplats Studenternas IP. Den förste ordföranden blev dåvarande fil.lic. Hilding Kjellman. Han efterträddes 1913-31 av Åke Ekstrand. Föreningens första aktivitet var en bandymatch mellan Uppsala och Stockholms studentkårer, som slutade i seger för Uppsalalaget. Sommaren 1909 var man värd för Akademiska mästerskapen i friidrott. Ett genombrott för idrottsintresset blev Olympiska spelen 1912. Idrottsföreningen arrangerade under 10- och 20-talen tävlingar mellan studentnationerna i bandy, bordtennis, tennis, fotboll, fäktning, handboll, orientering, simning, skidor och terränglöpning. År 1912 var föreningen värd för svenska mästerskapen i femkamp, som vanns av Gösta Holmér från Östgöta nation, senare den svenska friidrottsrörelsens riksinstruktör. 
Idrottsverksamhet förekom bland Uppsala studenter i andra organisatoriska former långt före idrottsföreningens bildande och kan leda sin historia ända tillbaka till det så kallade exercitier som från 1600-talet övades på Exercitiigården, som låg där universitets huvudbyggnad nu ligger. USIF har numera flyttat till en ny hall med - förutom tennis - möjligheter till padeltennis, squash och gym.

## Handboll
Upsala Studenters IF började med handboll 1932. Anslöt sig till Svenska Handbollförbundet 1933. Föreningen tog guld vid 1939 års Svenska mästerskap i handboll för herrar.  Efter ett långt uppehåll togs handbollen upp igen vid början av 2000-talet med ungdomslag som är lovande för att bygga upp ett nytt herrlag och återigen etablera elithandbollen i Uppsala.
Handbollssektionen i Upsala Studenters IF är numera nedlagd och har gått samman med stadens största handbollsförening HK71 i den nybildade föreningen Uppsala Handbollsklubb.